# Juifs de Boukhara
Les Juifs de Boukhara sont les Juifs d'Asie centrale. Leur nom leur vient de la ville de Boukhara, un centre de peuplement important. Ils ont cependant vécu bien au-delà de cette ville.
Souvent considérés à tort comme séfarades, du fait de leur liturgie semblable, ils sont physiquement proches des Tadjiks (population de langue perse), dont ils partagent nombre de coutumes.

## Histoire ancienne
Leur origine est obscure, mais elle remonte probablement à l'époque de l'empire achéménide (empire perse), plus précisément de l'époque postérieure à Cyrus le Grand (milieu du VIe siècle av. J.-C.). Celui-ci, lors de l'expansion de son empire, s'empara en effet de la Babylonie (Irak actuel), où vivait une communauté juive. Les Juifs se répandirent alors dans l'empire perse, y compris semble-t-il l'Asie centrale, après que celle-ci fut passée sous contrôle perse.
Le rabbi Shmouel bar Bisna, de Poumbedita, de passage à Merv (Margiane), au IVe siècle apr. J.-C., constate l'existence de Juifs aux pratiques peu conformes.[réf. nécessaire]
La communauté a développé ses propres traditions au cours de ses 20 à 25 siècles d'existence. Elle connaît un apogée économique à l'époque de la route de la soie, où elle apparaît bien implantée dans le commerce international. À compter de la fin du XVIe siècle, la constitution du Khanat de Boukhara par des tribus de nomades turcophones, les Ouzbeks, entraîne de graves problèmes. 
La route de la Soie disparaît, l'intolérance religieuse à l'égard des Juifs grandit : obligation de porter un signe distinctif, quartiers séparés, impôts spécifiques. 
Malgré une forte implication dans le commerce, la communauté ne cesse de s'appauvrir. Indice de la pression subie, on voit apparaître le phénomène du Marranisme, avec des Juifs officiellement convertis à l'islam, appelé ici Chala, mais continuant à pratiquer le judaïsme en secret.
La première synagogue signalée est construite en 1620.

## Histoire moderne

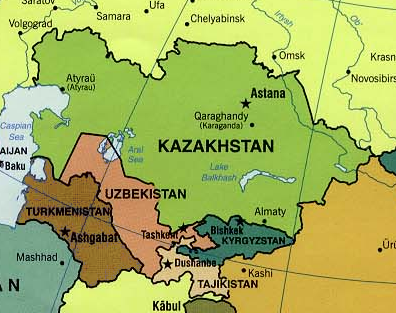
Localisation de l'Ouzbékistan actuel, où se trouve la ville de Boukhara (au centre-sud).

### 1800
Vers 1800, un Juif marocain du nom de Yosef ben Moshe Mamon est frappé par la misère de cette lointaine communauté. Il s'installe dans la région, ouvre des écoles et fait venir de l'étranger des livres de prière. Devenu le chef spirituel des Juifs de Boukhara, il réforme leurs pratiques religieuses, faisant ainsi disparaître certains rites d'origine zoroastrienne. 
Une croissance naturelle et la venue de Juifs d'autres pays, comme l'Afghanistan, l'Iran ou la Turquie, font augmenter la population juive de la ville de Boukhara.

### 1868

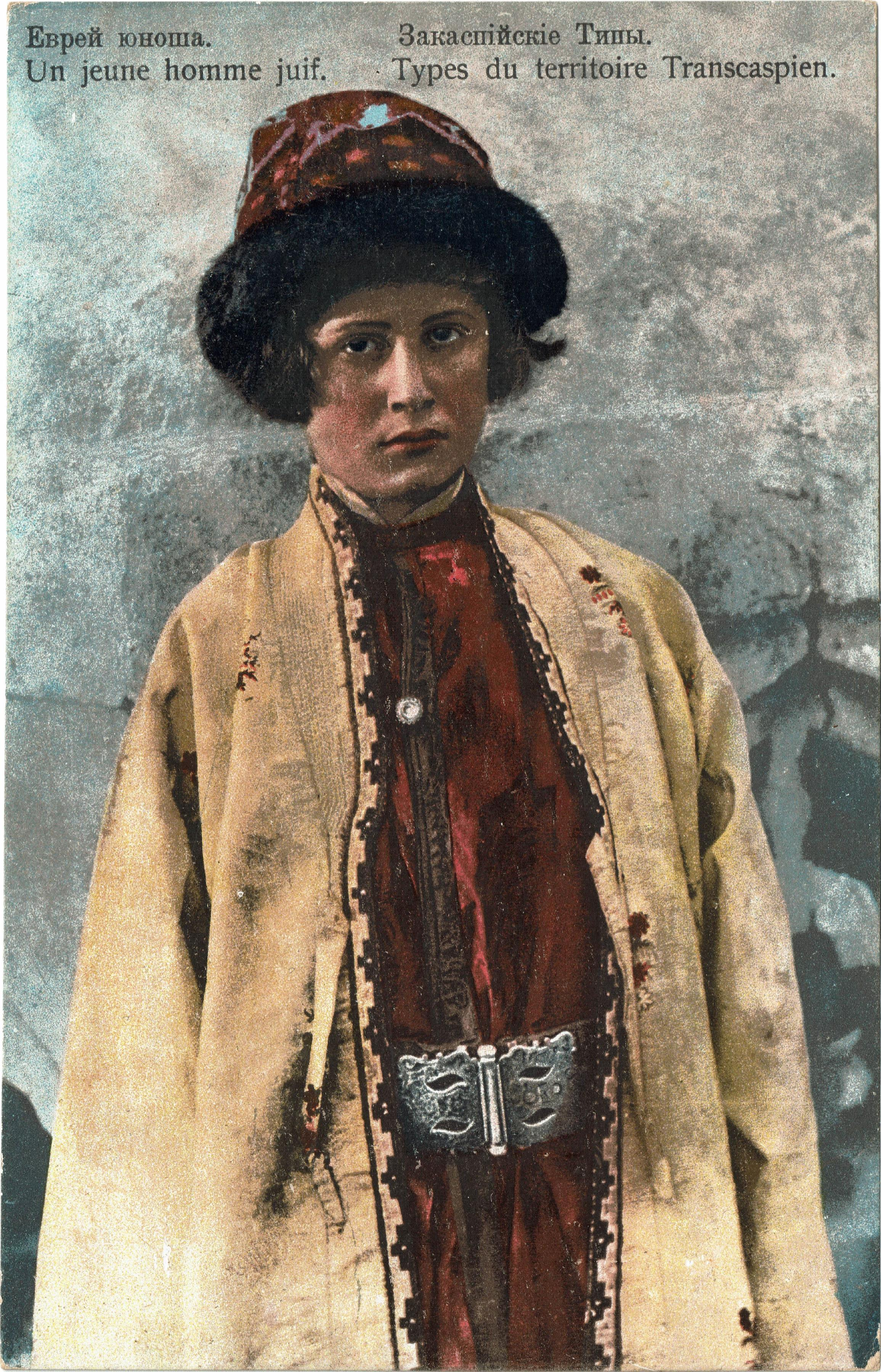
Jeune juif de Boukhara (entre 1908 et 1916)

En 1868, la région passe sous contrôle de l'empire des Tsars. Bien que celui-ci ait de nombreuses lois anti-juives, l'effet de la conquête fut plutôt positif pour les Juifs de Boukhara, qui bénéficièrent d'une certaine croissance économique, ainsi que de la suppression progressive des lois anti-juives antérieures, plus strictes encore que les lois tsaristes.
La communauté se renforce par l'arrivée de juifs ashkénazes russes, qui participent à une certaine « modernisation » culturelle.

### 1917
Avec la révolution bolchevique, les lois anti-juives sont supprimées, mais la politique anti-religieuse de l'Union soviétique frappe les Juifs comme les musulmans. Les synagogues sont fermées, ou voient leurs activités restreintes.

### 1990

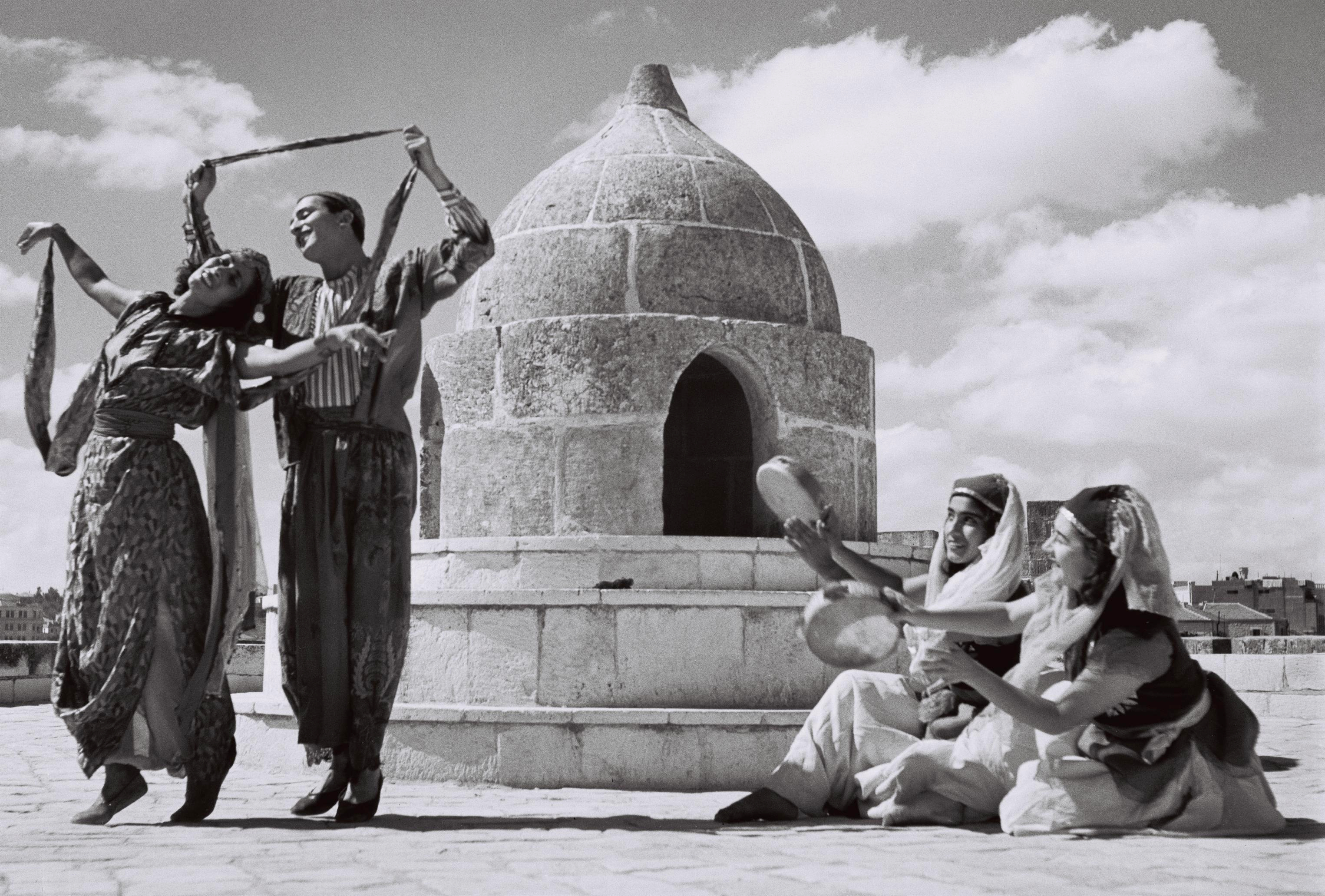
Danse boukhara, réalisée par le ballet Rina Nikova (voir רינה ניקובה, à la Tour de David. Mai 1946.

À compter de la fin du XIXe siècle, une certaine émigration se met en place, surtout vers la Palestine (puis vers Israël), et vers les États-Unis, où existe toujours une communauté Boukhariote assez importante, en particulier à New York (on y trouve d'ailleurs le journal Bukharan Jewish World). 
Après la dislocation de l'URSS, la grande majorité des Juifs à Boukhara a émigré, en particulier vers Israël, mais aussi aux États-Unis, en Autriche (Vienne), en Allemagne (Hanovre, Düsseldorf, Leipzig, Trèves).
Il reste, en 2006, environ un millier de Juifs à Boukhara, et une douzaine de synagogues pour tout le pays.

## Personnalités
- Suleiman Alexandrowitsch Judakow (1916–1990), compositeur russo-soviétique ;
- Fatima Kuinova (1926-2021), chanteuse tadjike ;
- Lew Awnerowitsch Lewiew (1956-), milliardaire israélien, marchand de biens et de diamants, entrepreneur ;
- Amnon Cohen (1960-), homme politique israélien ;
- Robert Ilatov (1971-), homme politique israélien ;
- Itamar Borochov (1984-), musicien israélien ;
- Ron Chaya, rabbin israélien, né en Suisse, d'origine boukharie.
- Maxime Arifovitch (1981-), défenseur des droits de l'homme FIDH né à Toul, d'origine boukharie.